# Giornata mondiale del donatore di sangue

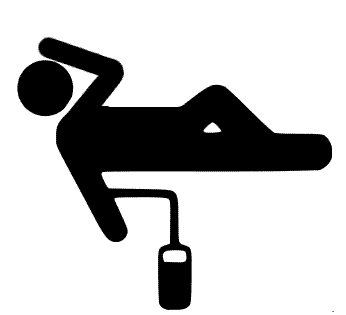

Dal 2004 il 14 giugno viene festeggiata la Giornata mondiale del donatore di sangue
proclamata dalla Organizzazione mondiale della sanità.
Il 14 giugno è stato scelto in quanto giorno di nascita del biologo austriaco Karl Landsteiner, scopritore del sistema AB0 nel 1900, e coscopritore del fattore Rhesus.